# 김용태 (1968년)
김용태(金容兌, 1968년 3월 26일~)는 대한민국의 정치인이다. 제18·19·20대 국회의원을 지냈다.

## 학력
- 대전중앙국민학교 졸업
- 한밭중학교 졸업
- 대전고등학교 졸업
- 서울대학교 정치학과 학사

## 경력

### 국회의원 이외의 경력
- 2003년 알티캐스트 이사
- 2004년 한나라당 여의도연구소 기획위원
- 2004년 미국 존스홉킨스 대학교 국제관계대학원 객원연구원
- 2007년 중앙일보 전략기획실 기획위원
- 2008년 2월 제17대 대통령직인수위원회 기획조정분과 전문위원
- 2008년 4월 9일: 대한민국 제18대 국회의원 선거 당선(서울 양천구 을, 한나라당, 초선)
- 2008년 5월~2012년 2월: 한나라당 서울특별시당 양천구 을 당원협의회 위원장
- 한나라당 기획위원회 위원장
- 한나라당 국민소통위원회 위원장
- 2010년 6월~2011년 6월: 한나라당 원내부대표
- 2012년 4월 11일: 대한민국 제19대 국회의원 선거 당선(서울 양천구 을, 새누리당, 재선)
- 2012년 5월~2016년 12월: 새누리당 서울특별시당 양천구 을 당원협의회 위원장
- 2014년 4월 한·중 차세대정치지도자포럼 회장
- 2015년 새누리당 서울특별시당 위원장
- 2016년 4월 13일: 대한민국 제20대 국회의원 선거 당선(서울 양천구 을, 새누리당, 3선)
- 2017년 1월~2017년 11월: 바른정당 서울특별시당 양천구 을 당원협의회 위원장
- 2017년 11월~2020년 2월: 자유한국당 서울특별시당 양천구 을 당원협의회 위원장
- 2019년 6월~한국방송통신대학교 운영위원회 위원
- 2020년 2월~2020년 4월 미래통합당 서울특별시당 양천구 을 당원협의회 위원장
- 2020년 4월~2020년 9월: 미래통합당 서울특별시당 구로구 을 당원협의회 위원장
- 2020년 9월~2023년 12월: 국민의힘 서울특별시당 구로구 을 당원협의회 위원장
- 2021년 3월~2021년 4월: 2021년 재보궐선거 국민의힘 서울특별시장 보궐선거 선거대책위원회 정책특별본부 서울투명·공정강화본부장
- 2021년 7월~2023년 9월: 국민의힘 서울특별시당 자문위원장
- 2021년 8월~2021년 11월: 제20대 대통령 선거 국민의힘 원희룡 대통령 경선후보 원팀캠프 캠프총괄본부장
- 2021년 12월~2022년 1월: 제20대 대통령 선거 국민의힘 살리는 선거대책위원회 정책총괄본부 정책기획본부장
- 2021년 12월~2022년 3월: 제20대 대통령 선거 국민의힘 서울을 살리는 선거대책위원회 선거대책위원단 공동선거대책위원장
- 2022년 1월~2022년 3월: 제20대 대통령 선거 국민의힘 윤석열 대통령 후보 정책본부 정책기획본부장
- 2022년 3월~2022년 5월: 제20대 대통령직인수위원회 국민통합위원회 정치분과위원
- 2022년 9월~2023년 3월: 여의도연구원 원장
- 2023년 6월~: 한국보험대리점협회 회장
- 2023년 6월~: 사단법인 옳음 이사장
- 2024년 3월~2024년 4월: 제22대 국회의원 선거 국민의힘 경기도당 선거대책위원회 공동선대위원장
- 2024년 3월~2024년 4월: 국민의힘 제22대 국회의원 선거 중앙선거대책위원회 경기-서울 리노베이션 특별위원회 위원
- 2024년 5월~: 국민의힘 경기도당 고양시 정 당원협의회 위원장
- 2025년 5월~2025년 6월: 제21대 대통령 선거 국민의힘 김문수 대통령 후보 경기도 선거대책위원회 공동선거대책위원장

### 국회의원 의정활동
- 2008년 5월 30일~2012년 5월 29일: 제18대 국회의원(서울 양천구 을, 한나라당→새누리당, 초선)
- 2008년 8월: 국회 정무위원회 위원
- 2010년 6월: 국회 운영위원회 위원
- 2010년 6월~2011년 5월: 한나라당 원내부대표
- 2012년 5월 30일~2016년 5월 29일: 제19대 국회의원(서울 양천구 을, 새누리당, 재선)
- 2012년 7월~2014년 3월: 제19대 국회 정무위원회 위원
- 2013년 8월~2014년 5월: 제19대 국회 예산결산특별위원회 위원
- 2014년 4월~2016년 5월: 제19대 국회 후반기 정무위원회 간사
- 2014년 9월~2015년 4월: 새누리당 보수혁신특별위원회 위원
- 2015년 2월: 새누리당 정책위원회 부의장
- 2015년 7월: 새누리당 서울특별시당 위원장
- 2016년 5월 30일~2020년 5월 29일: 제20대 국회의원(서울 양천구 을, 새누리당→무소속→바른정당→무소속→자유한국당→미래통합당, 3선)
- 2016년 6월~2017년 12월: 제20대 국회 전반기 정무위원회 위원
- 2017년 2월~2017년 5월: 제19대 대통령 선거 바른정당 유승민 대통령 후보 대선기획단 단장
- 2017년 12월~2018년 5월: 자유한국당 혁신위원장
- 2017년 12월~2018년 5월: 제20대 국회 전반기 정무위원회 위원장
- 2018년 7월~2020년 5월: 제20대 국회 후반기 정무위원회 위원
- 2018년 7월~2019년 3월: 자유한국당 사무총장
- 2018년 10월~2019년 1월: 자유한국당 조직강화특별위원회 위원장
- 2018년 12월~2019년 2월: 자유한국당 당헌당규개정위원회 위원장

## 가족
- 배우자: 김혜경
  - 자녀: 1남 1녀

## 역대 선거 결과
|  | 50.47% |

|  | 49.39% |

|  | 41.97% |

|  | 37.66% |

|  | 45.10% |

## 소속 정당
| 소속 정당 | 소속 정당  | 소속 기간 | 비고           |
| --------- | ---------- | --------- | -------------- |
|           | 민중당     | 1990~1992 | 창당 정계 입문 |
|           | 무소속     | 1992~2004 | 정당 해산      |
|           | 한나라당   | 2004~2012 | 입당           |
|           | 새누리당   | 2012~2016 | 당명 변경      |
|           | 무소속     | 2016~2017 | 탈당           |
|           | 바른정당   | 2017      | 창당           |
|           | 무소속     | 2017      | 탈당           |
|           | 자유한국당 | 2017~2020 | 복당           |
|           | 미래통합당 | 2020      | 합당           |
|           | 국민의힘   | 2020~현재 | 당명 변경      |

## 저서
- 김용태리포트1:생존의 조건(2008년)
- 김용태리포트2:팔도강산사거리(2011년)
- 김용태리포트3:팩트(2013년)
- 김용태리포트4:청춘(2015년)
- 문재인 포퓰리즘(2017년)

## 같이 보기
- 양천구 을
- 서울 양천구의 국회의원